# Doğubayazıt
Doğubayazıt (de vegades Doğubeyazıt, en kurd Bazîd, en armeni Դարոյնք, Դարենից o Պակովան transliterat Daroynk, Darenic o Pakovan) és una ciutat de Turquia a la part oriental del país, capital del districte homònim, a la província d'Agri. És el districte més oriental, a la frontera amb l'Iran. El districte té una superfície de 2.383 km² i una població el 2002 de 115.754 (73.794 el 1980, i 20.000 el 1935). La població de la ciutat és de 56.261 habitants (1.860 habitants el 1935). És a 15 km al sud-oest del Mont Ararat, a 93 km de la ciutat d'Agri i a 35 km de la frontera iraniana. A la rodalia hi ha algunes de les principals muntanyes de Turquia: Ararat (5.137 metres), Petit Ararat (3.896 metres), Tendürek Dağı (3.533 metres), Kaletepe (3.196 metres) Arıdağı (2.934 metres) i Göllertepe (2.643 metres).
Destaquen així mateix el crater de l'impacte d'un meteorit que és el segon més gran del món, just a la frontera amb Iran, a uns 35 km a l'est (39° 21′ 13″ N, 43° 52′ 17″ E / 39.35354°N,43.87150°E), el Palau d'İshak Paşa de 1784, el Castell i Mesquita de la vella Bayazid, el Parc Nacional de l'Arca de Noé, zona de la muntanya on podria haver anat a parar l'arca, el Llac de Balık Gölü a 60 km la cova de Gel prop del Petit Ararat al llogaret d'Hallaç i les ruïnes d'un temple i un palau urartià a la muntanya anomenada Giriktepe.

## Història

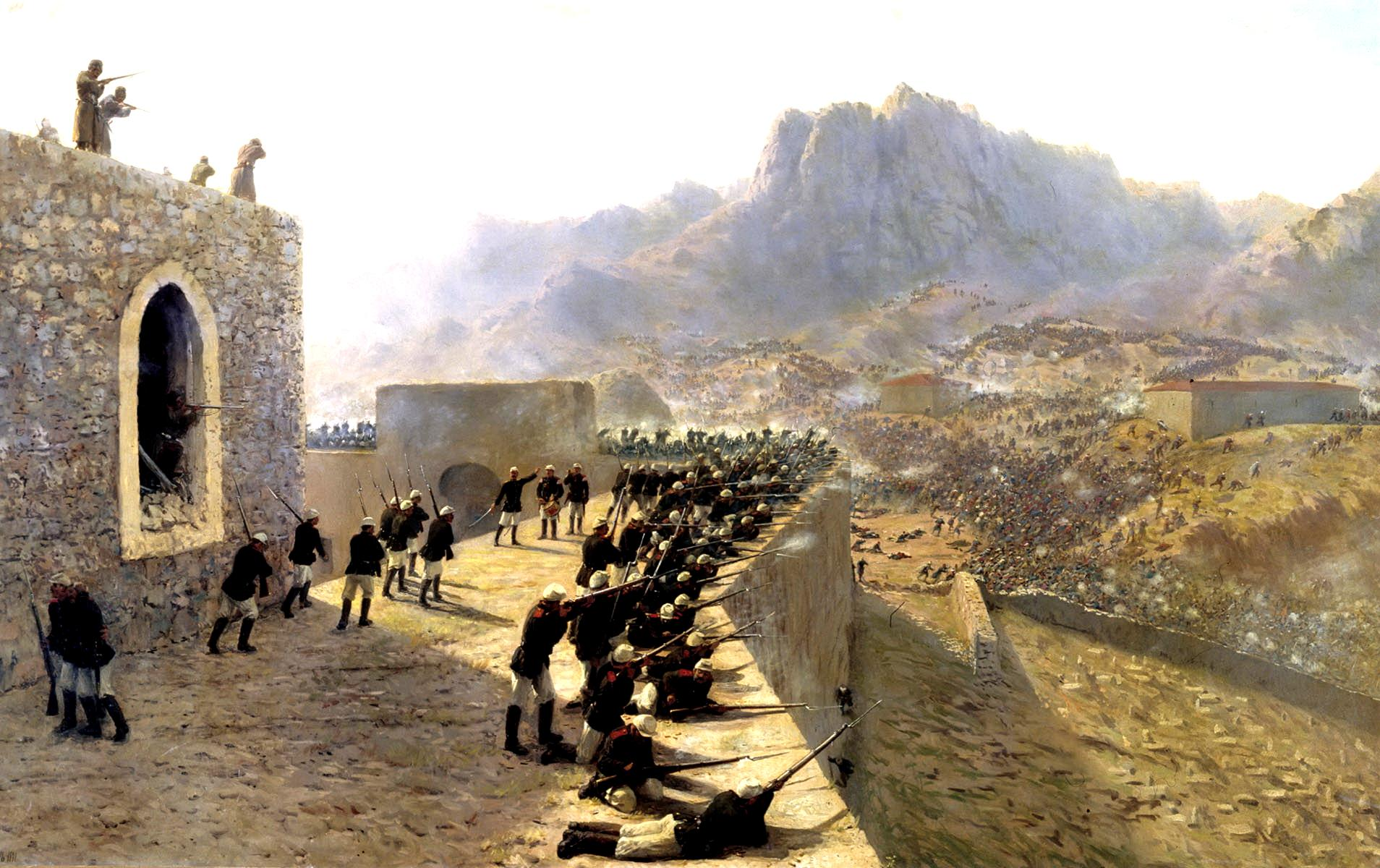
Doğubeyazıt durant la guerra contra Rússia de 1877-1878, pintura de Lev Lagorio

Dariunq fou una fortalesa i ciutat d'Armènia, al districte de Kogavit, província de l'Airarat, a l'est del Bagrevand.
Era possessió dels Bagratuní i Asoci I Bagratuní la va convertir en la seva capital i hi va construir la catedral d'Amenaperkitx (salvador de tots els homes). Després del 750 el Kagovit fou confiscat als bagràtides i donat als Arzerunis. Ocupada pels àrabs el 772 fou retornada als Artsruni i va quedar inclosa en el seu domini de Baspracània. Va passar més tard als romans d'Orient (1022) i als seljúcides després del 1050.
La fortalesa de Bayazid o Beyazit l'hauria fundat Baiazet I (1398-1403) com a lloc d'observació per prevenir un atac de Tamerlà. Sobre el nom de l'indret existeixen dues versions. Segons alguns, va prendre el nom de Dogu Bayazid per causa del príncep Jalaírida Bayazid, germà del sultà Ahmad (1382-1410). Una altra versió diu que fou fundada pel general Celayırlı Şehzade Bayazıt, que la va construir el 1374 sobre una fortalesa destruïda que ja existia. Aquesta última versió sembla la més versemblant.
Sigui com sigui, els otomans la van ocupar el 1514, i fou governada per militars entre els quals el general İshakpaşa, que hi va construir un palau (que porta el seu nom) que encara es conserva. Fou base de les campanyes perses de Solimà I el 1533-1536, 1548-1549 i 1553-1555. Generalment formà un sandjak que depenia de l'eyalat de Van o (més sovint) de l'eyalat d'Erzurum.

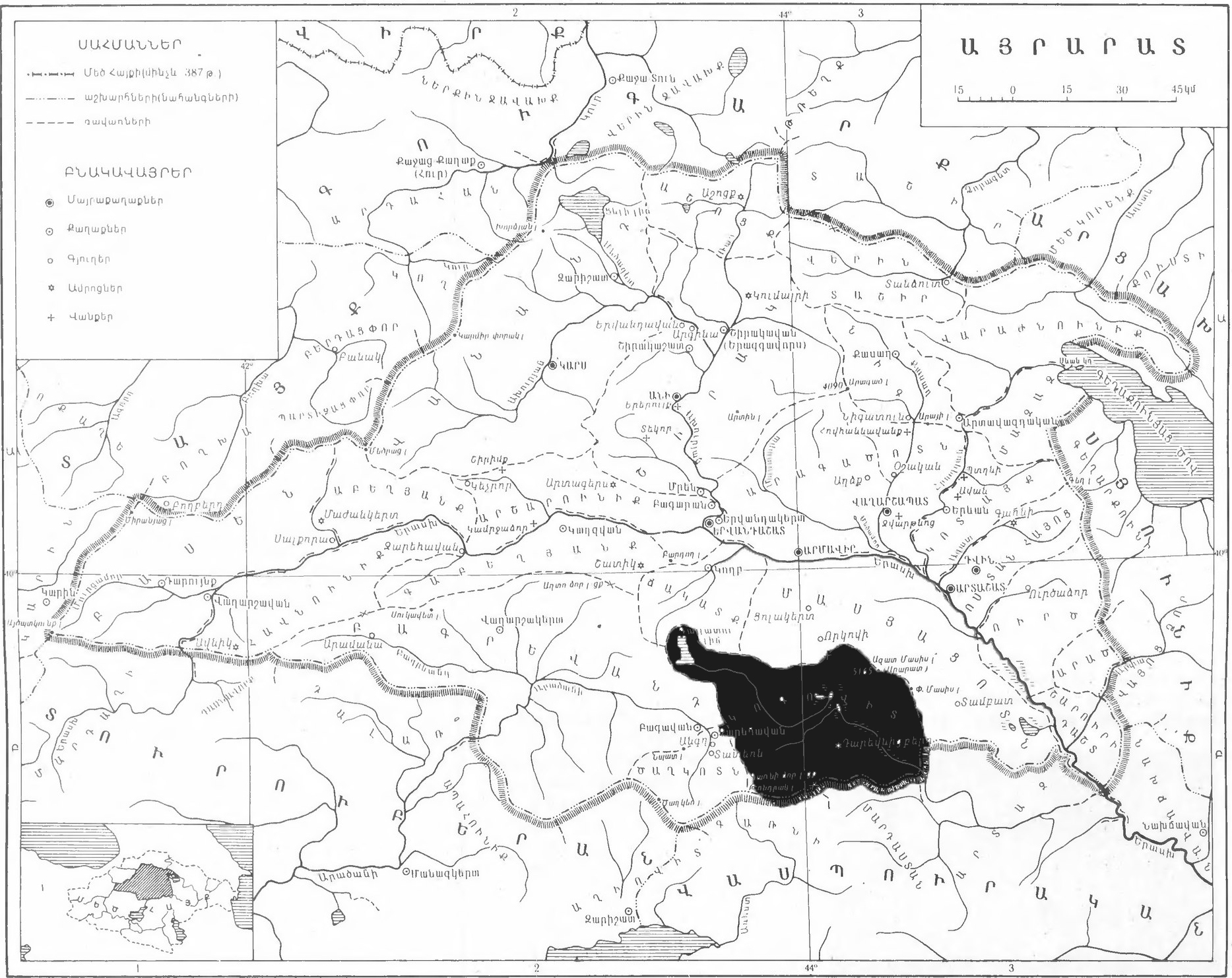
Superfície de Kogovit en negre, dins de la Gran Armènia. A la part superior i inferior hom veuen els llacs Sevan i Van.

Fou ocupada pels russos en 1828, però evacuada al final de la guerra. La van ocupar altre cop el 1854 amb el mateix resultat, i per tercera vegada el primer any de la guerra de 1877-1878. Quan els russos la van evacuar el 1878, els armenis locals van marxar amb ells i van construir la ciutat de Nova Bayazid (moderna Gavar) a l'Armènia russa a la riba del llac Sevan. La darrera ocupació russa fou el 1914. Durant la guerra i posteriorment fins al 1921 fou objecte de lluites i va quedar destruïda.
Vers 1935 es va construir una nova ciutat que es va dir Doğubayazıt o Doğubeyazıt, pel fet d'estar situada a l'est (doğu en turc) de la vella ciutat. La majoria de la població és kurda. Tant la ciutat com tota la regió és de les més pobres de Turquia; les mesures de seguretat contra els kurds dificulten el comerç i els moviments i no permeten prosperar; només alguns turistes que visiten l'Ararat i les tropes estacionades a la zona produeixen un cert dinamisme. El gener de 2006 va ser afecta per la grip aviaria (H5N1) i alguns habitants van morir.